# خبورة
خبورة إحدى حارات مدينة المخادر بمحافظة إب، بلغ تعداد سكانها 278 نسمة حسب تعداد اليمن لعام 2004.